# Parvimysis almyra
Parvimysis almyra är en kräftdjursart som beskrevs av Brattegard 1977. Parvimysis almyra ingår i släktet Parvimysis och familjen Mysidae. Inga underarter finns listade i Catalogue of Life.